# 章士釗
章 士釗（しょう ししょう）は中華民国の政治家・革命家・教育者・ジャーナリスト。清末は華興会に属する。北京政府で教育総長などの要職についた。字は行巖。筆名は黄中黄、爛柯山人、弧桐、青桐、秋桐など。

## 事績

### 清末民初の活動
1901年（光緒27年）、武昌の両湖書院で学ぶ。その後、朱啓鈐の塾で教師の1人となった。翌年、南京陸軍学堂で軍事を学び、上海愛国学社に加入する。1903年（光緒29年）5月、上海で『蘇報』の編修となり、冬には、黄興らと華興会を組織した。
1905年（光緒31年）、章士釗は日本へ渡り、正則学校で英文を学び、法政大学法政速成科に入学する。1908年（光緒34年）、エディンバラ大学に留学して、法律・政治を学んだ。辛亥革命勃発後に帰国し、1912年（民国元年）春、黄興・于右任らと上海で『民立報』を創刊して、章はその主筆となる。また、江蘇都督府顧問も兼ねた。9月には、王無生らと『独立周報』も創刊している。

### 南方政府から北京政府へ

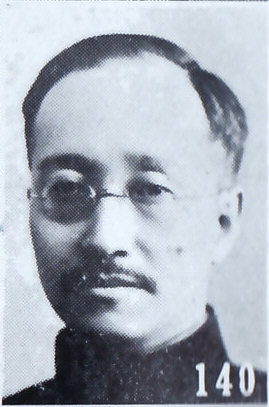
章士釗別影(『最新支那要人伝』1941年）

翌年の二次革命（第二革命）に孫文派として参加したが、敗北して日本に亡命した。1914年（民国3年）5月、雑誌『甲寅』を創刊し、黄興が組織した欧事研究会にも書記として加わっている。1916年（民国5年）5月、護国戦争で護国軍が肇慶軍務院を設立すると、章士釗はその秘書長となる。あわせて両広都司令部秘書長も兼ねた。同年6月、黎元洪が中華民国大総統となると、章は北京に移り、翌年11月に北京大学文科研究院教授兼図書館主任となった。
その後、章士釗は南下して護法運動に加わり、1918年（民国7年）5月、護法軍政府秘書長に就任した。翌年、上海で南北和平会談が開始されると、南方代表の一員に選出されている。1921年（民国10年）春、欧州へ視察に赴き、帰国後の翌年に、北京農業専門学校校長に就任した。
1924年（民国13年）11月、段祺瑞が臨時執政となると、章士釗は司法総長として起用され、翌年4月には、署理教育総長も兼ねた。しかし、学生デモ鎮圧のために北京女子師範大学解散命令を発したことから、各界からの激しい非難を浴びる。9月、事実上辞任して上海へ逃れた（正式な辞任は同年12月）。1928年（民国17年）、国民革命軍が北伐を完了すると、章は北京政府の一員とみなされて指名手配を受けてしまい、欧州へ逃亡した。

### 国民政府での活動
1930年（民国19年）、張学良の招聘を受けて章士釗は帰国し、東北大学文学院教授に任じられた。翌年には文学院院長に昇進した。満州事変勃発後は上海に戻り、弁護士を開業している。1934年（民国23年）、上海法政学院院長に任じられた。1937年（民国26年）4月、 冀察政務委員会委員兼法制委員会主任となる。
日中戦争（抗日戦争）勃発後、章士釗は重慶に移る。国民参政会参政員を4期にわたって務めた。戦後は、制憲・行憲の両国民大会代表に選出されている。1949年（民国38年）3月、国民政府から、中国共産党との和平交渉代表に任じられた。中華人民共和国成立後、章は大陸に留まる。政務院法制委員会委員、中国人民政治協商会議全国委員会委員、全国人民代表大会常務委員、中央文史館館長を歴任した。1973年5月、香港の親戚の下を訪問している。
同年7月1日、香港で死去。享年93。

## 注
1. ↑  7月までは前任の教育総長王九齢に代わる署理である。